# Kế Châu
Kế Châu (chữ Hán giản thể: 蓟州区) là một khu thuộc thành phố Thiên Tân, Cộng hòa Nhân dân Trung Hoa. Kế Châu có tên cổ là Ngư Dương, tháng 9 năm 1973 được chuyển từ Hà Bắc sang cho Thiên Tân. Khu Kế Châu được thành lập năm 2016 trên cơ sở huyện Kế. Khu này nằm ở khu vực núi non với các sản phẩm hoa quả. Bàn Sơn nằm tại khu này. Chùa Độc Lạc là một ngôi chùa hoàn toàn bằng gỗ nằm ở Kế Châu. Về mặt hành chính, Kế Châu được chia thành các đơn vị hành chính gồm 1 nhai đạo, 20 trấn, 5 hương và 1 hương dân tộc.
- Nhai đạo Văn Xương.
- Trấn: Thành Quan, Hạ Dinh, La Trang Tử, Mã Thân Kiều, Xuất Đầu Dục, Tây Long Hổ Dục, Ngũ Bách Hộ, Quan Trang, Bạch Giản, Bang Quân, 洇溜, Biệt Sơn, Tang Tử, Vưu Cổ Trang, Hầu Gia Doanh, Thi Cổ, Thượng thương, Hạ Oa Đầu, Dương Tân Trang, Hạ Thương.
- Hương: Xuyên Phương Dục, Hứa Gia Đài, Lễ Minh Trang, Đông Triệu Các Trang, Đông Nhị Doanh.
- Hương dân tộc Mãn Tôn Các Trang.